# Fußball-Oberliga Nord 1995/96
Die Saison 1995/96 der Oberliga Nord war die 40. Spielzeit der Fußball-Oberliga Nord in ihrer bisherigen Form und die zweite als vierthöchste Spielklasse in Deutschland. Sie wurde in zwei Staffeln – Niedersachsen/Bremen und Hamburg/Schleswig-Holstein – ausgetragen. Zum ersten Mal wurde die Drei-Punkte-Regel verwendet.
Die Meisterschaft in der Staffel Niedersachsen/Bremen sicherten sich die Sportfreunde Ricklingen mit sechs Punkten Vorsprung auf Göttingen 05. In der Staffel Hamburg/Schleswig-Holstein errang Altona 93 den Titel mit zwei Punkten Vorsprung auf den TSV Pansdorf. Neben den beiden Staffelmeistern stieg auch der Vizemeister der Staffel Niedersachsen/Bremen, Göttingen 05, als dritte Mannschaft in die Regionalliga auf, nachdem sich die Mannschaft in den Aufstiegsspielen gegen den TSV Pansdorf durchgesetzt hatte. Den Göttingern gelang damit der direkte Wiederaufstieg in die Regionalliga.
Die Abstiegsränge in der Staffel Niedersachsen/Bremen belegten Vatan Spor Bremen, der SC Vahr und der TuS Esens. Aus der Staffel Hamburg/Schleswig-Holstein waren die zweite Mannschaft von Holstein Kiel, der ASV Bergedorf 85, der Meiendorfer SV und der SC Victoria Hamburg die sportlichen Absteiger.
Aus den beiden Staffeln der Niedersachsenliga stiegen jeweils als Staffelsieger der Wolfenbütteler SV und der SV Concordia Ihrhove sowie der FC Oberneuland als Meister der Verbandsliga Bremen in die Staffel Niedersachsen/Bremen auf. Über die Aufstiegsrunde der drei Vizemeister qualifizierte sich der SSV Vorsfelde aus der Niedersachsenliga als vierter Aufsteiger. Die Aufsteiger in die Staffel Hamburg/Schleswig-Holstein waren der TSB Flensburg als Meister der Verbandsliga Schleswig-Holstein sowie der SC Condor Hamburg als Meister der Verbandsliga Hamburg. Als dritter Aufsteiger erreichte der Vizemeister der Verbandsliga Hamburg, Rasensport Elmshorn, den Aufstieg in die Staffel. Aus der Regionalliga Nord stiegen der BV Cloppenburg in die Staffel Niedersachsen/Bremen sowie der VfL 93 Hamburg und Holstein Kiel in die Staffel Hamburg/Schleswig-Holstein ab.
Die Amateur-Mannschaft von Hannover 96 trat in der folgenden Spielzeit als zweite Mannschaft mit dem Zusatz II an, da die erste Mannschaft mit dem Abstieg aus der 2. Bundesliga ihren Profistatus verloren hatte.

## Staffel Niedersachsen/Bremen

### Abschlusstabelle
| Pl. | Verein                    | Sp. | S  | U  | N  | Tore    | Diff. | Punkte |
| --- | ------------------------- | --- | -- | -- | -- | ------- | ----- | ------ |
| 1.  | Sportfreunde Ricklingen   | 30  | 19 | 4  | 7  | 055:340 | +21   | 61     |
| 2.  | Göttingen 05 (A)          | 30  | 16 | 7  | 7  | 049:300 | +19   | 55     |
| 3.  | SVG Göttingen 07          | 30  | 14 | 11 | 5  | 057:350 | +22   | 53     |
| 4.  | SC Harsum                 | 30  | 16 | 5  | 9  | 052:300 | +22   | 53     |
| 5.  | Blau-Weiß Lohne           | 30  | 15 | 6  | 9  | 057:420 | +15   | 51     |
| 6.  | TSV Havelse               | 30  | 15 | 5  | 10 | 069:500 | +19   | 50     |
| 7.  | SV Südharz Walkenried (N) | 30  | 15 | 4  | 11 | 050:360 | +14   | 49     |
| 8.  | Eintracht Nordhorn (N)    | 30  | 14 | 5  | 11 | 051:410 | +10   | 47     |
| 9.  | FC Bremerhaven (A)        | 30  | 9  | 13 | 8  | 044:340 | +10   | 40     |
| 10. | TuS Lingen                | 30  | 10 | 10 | 10 | 039:420 | −3    | 40     |
| 11. | SV Arminia Hannover       | 30  | 11 | 5  | 14 | 043:660 | −23   | 38     |
| 12. | Hannover 96 Amateure      | 30  | 8  | 7  | 15 | 030:460 | −16   | 31     |
| 13. | SpVg Aurich               | 30  | 7  | 7  | 16 | 040:610 | −21   | 28     |
| 14. | Vatan Spor Bremen (N)     | 30  | 7  | 5  | 18 | 029:640 | −35   | 26     |
| 15. | SC Vahr                   | 30  | 5  | 10 | 15 | 033:530 | −20   | 25     |
| 16. | TuS Esens                 | 30  | 3  | 8  | 19 | 028:620 | −34   | 17     |

| (A) | Absteiger aus der Regionalliga Nord 1994/95         |
| (N) | Aufsteiger aus der Verbands- und Landesliga 1994/95 |

### Kreuztabelle
Die Kreuztabelle stellt die Ergebnisse aller Spiele dieser Saison dar. Die Heimmannschaft ist in der linken Spalte, die Gastmannschaft in der oberen Zeile aufgelistet.
| 1995/96                 | Sportfreunde Ricklingen | Göttingen 05 | SVG Göttingen 07 | SC Harsum | Blau-Weiß Lohne | TSV Havelse | SV Südharz Walkenried | Eintracht Nordhorn | FC Bremerhaven | TuS Lingen | SV Arminia Hannover | Hannover 96 Amateure | SpVg Aurich | Vatan Spor Bremen | SC Vahr | TuS Esens |
| ----------------------- | ----------------------- | ------------ | ---------------- | --------- | --------------- | ----------- | --------------------- | ------------------ | -------------- | ---------- | ------------------- | -------------------- | ----------- | ----------------- | ------- | --------- |
| Sportfreunde Ricklingen |                         | 3:2          | 0:2              | 0:0       | 5:1             | 2:0         | 2:3                   | 3:0                | 2:1            | 1:0        | 4:0                 | 3:0                  | 2:1         | 5:1               | 3:0     | 2:1       |
| Göttingen 05            | 2:1                     |              | 1:1              | 2:0       | 2:0             | 0:0         | 1:0                   | 3:1                | 1:1            | 1:1        | 3:0                 | 2:1                  | 3:2         | 4:0               | 4:2     | 1:0       |
| SVG Göttingen 07        | 5:0                     | 1:1          |                  | 0:1       | 3:3             | 2:0         | 3:0                   | 2:0                | 3:2            | 3:2        | 2:2                 | 1:3                  | 2:0         | 2:1               | 2:2     | 2:2       |
| SC Harsum               | 1:2                     | 5:1          | 3:1              |           | 3:2             | 3:2         | 0:1                   | 1:2                | 1:1            | 0:0        | 3:1                 | 4:1                  | 1:0         | 5:1               | 4:0     | 2:0       |
| Blau-Weiß Lohne         | 0:1                     | 0:1          | 1:2              | 1:0       |                 | 2:1         | 3:0                   | 2:0                | 3:1            | 3:3        | 2:1                 | 2:2                  | 4:0         | 2:1               | 1:0     | 2:0       |
| TSV Havelse             | 4:2                     | 2:1          | 3:6              | 2:3       | 1:2             |             | 2:2                   | 2:4                | 0:1            | 5:1        | 7:1                 | 2:1                  | 3:0         | 4:2               | 1:0     | 4:3       |
| SV Südharz Walkenried   | 0:1                     | 2:0          | 3:0              | 0:4       | 2:1             | 2:2         |                       | 1:4                | 2:2            | 2:0        | 1:0                 | 0:1                  | 2:0         | 4:1               | 5:0     | 2:3       |
| Eintracht Nordhorn      | 1:1                     | 1:0          | 0:0              | 0:1       | 0:3             | 4:2         | 1:3                   |                    | 2:1            | 2:1        | 3:1                 | 3:1                  | 3:0         | 2:0               | 3:0     | 4:0       |
| FC Bremerhaven          | 4:0                     | 1:2          | 0:0              | 2:1       | 3:1             | 1:1         | 2:1                   | 2:1                |                | 0:0        | 0:1                 | 0:1                  | 2:0         | 1:1               | 3:1     | 1:1       |
| TuS Lingen              | 1:2                     | 0:0          | 1:0              | 1:1       | 2:1             | 0:0         | 1:0                   | 1:0                | 1:1            |            | 3:0                 | 1:1                  | 1:2         | 3:0               | 2:1     | 0:0       |
| SV Arminia Hannover     | 0:0                     | 2:1          | 1:1              | 2:1       | 1:1             | 1:5         | 0:2                   | 2:1                | 1:7            | 5:4        |                     | 1:1                  | 5:0         | 6:0               | 1:3     | 2:0       |
| Hannover 96 Amateure    | 0:1                     | 1:3          | 0:2              | 1:0       | 1:2             | 1:2         | 0:3                   | 2:2                | 0:0            | 0:2        | 3:1                 |                      | 0:1         | 1:2               | 1:1     | 1:0       |
| SpVg Aurich             | 0:2                     | 0:0          | 1:3              | 3:0       | 3:3             | 1:6         | 2:1                   | 2:2                | 1:1            | 5:0        | 6:0                 | 1:3                  |             | 2:5               | 0:0     | 3:2       |
| Vatan Spor Bremen       | 0:2                     | 2:1          | 2:2              | 0:0       | 0:1             | 0:2         | 0:4                   | 2:2                | 2:0            | 0:2        | 1:2                 | 0:0                  | 2:1         |                   | 0:1     | 2:1       |
| SC Vahr                 | 3:2                     | 0:4          | 0:0              | 1:2       | 2:2             | 1:2         | 0:0                   | 1:3                | 2:2            | 4:0        | 1:2                 | 4:0                  | 0:0         | 0:1               |         | 1:1       |
| TuS Esens               | 1:1                     | 0:2          | 0:4              | 0:2       | 1:6             | 1:2         | 0:2                   | 1:0                | 1:1            | 2:5        | 0:1                 | 0:2                  | 3:3         | 2:0               | 2:2     |           |

### Aufstiegsrunde zur Oberliga
Den letzten Aufstiegsplatz spielten die drei Vizemeister der Niedersachsenligen und Verbandsliga Bremen aus.
Im Duell der Vizemeister aus den Niedersachsenligen, der SSV Vorsfelde und SC Langenhagen, setzten sich die Vorsfelder durch und erreichten die zweite Runde. Der SC Weyhe als Vizemeister der Verbandsliga Bremen hatte ein Freilos.
|               | Ergebnis (5.6.) |                |
| ------------- | --------------- | -------------- |
| SSV Vorsfelde | 2:1 n. V.       | SC Langenhagen |

In der zweiten Runde traf der siegreiche SSV Vorsfelde auf den SC Weyhe. Die Vorsfelder setzten sich letztlich durch und waren damit der vierte Aufsteiger.
|               | Ergebnis (9.6.) |          |
| ------------- | --------------- | -------- |
| SSV Vorsfelde | 1:0 n. V.       | SC Weyhe |

## Staffel Hamburg/Schleswig-Holstein

### Abschlusstabelle
| Pl. | Verein                  | Sp. | S  | U  | N  | Tore    | Diff. | Punkte |
| --- | ----------------------- | --- | -- | -- | -- | ------- | ----- | ------ |
| 1.  | Altona 93               | 30  | 20 | 4  | 6  | 058:280 | +30   | 64     |
| 2.  | TSV Pansdorf            | 30  | 19 | 5  | 6  | 058:270 | +31   | 62     |
| 3.  | Heider SV               | 30  | 18 | 6  | 6  | 066:320 | +34   | 60     |
| 4.  | VfL Pinneberg           | 30  | 16 | 7  | 7  | 059:400 | +19   | 55     |
| 5.  | TuS Hoisdorf (A)        | 30  | 11 | 11 | 8  | 042:440 | −2    | 44     |
| 6.  | SV Halstenbek-Rellingen | 30  | 12 | 5  | 13 | 054:450 | +9    | 41     |
| 7.  | TSV Nord Harrislee (N)  | 30  | 10 | 11 | 9  | 041:390 | +2    | 41     |
| 8.  | Itzehoer SV             | 30  | 12 | 5  | 13 | 045:440 | +1    | 41     |
| 9.  | Harburger TB 1865       | 30  | 9  | 11 | 10 | 038:400 | −2    | 38     |
| 10. | 1. FC Phönix Lübeck     | 30  | 9  | 10 | 11 | 039:420 | −3    | 37     |
| 11. | Barsbütteler SV         | 30  | 9  | 10 | 11 | 045:510 | −6    | 37     |
| 12. | VfR Neumünster (N)      | 30  | 10 | 7  | 13 | 035:410 | −6    | 37     |
| 13. | Holstein Kiel II        | 30  | 10 | 6  | 14 | 038:580 | −20   | 36     |
| 14. | ASV Bergedorf 85        | 30  | 11 | 2  | 17 | 044:480 | −4    | 35     |
| 15. | Meiendorfer SV (N)      | 30  | 4  | 6  | 20 | 023:630 | −40   | 18     |
| 16. | SC Victoria Hamburg (N) | 30  | 4  | 6  | 20 | 018:610 | −43   | 18     |

| (A) | Absteiger aus der Regionalliga Nord 1994/95         |
| (N) | Aufsteiger aus der Verbands- und Landesliga 1994/95 |

### Kreuztabelle
Die Kreuztabelle stellt die Ergebnisse aller Spiele dieser Saison dar. Die Heimmannschaft ist in der linken Spalte, die Gastmannschaft in der oberen Zeile aufgelistet.
| 1995/96                 |     | TSV Pansdorf | Heider SV | VfL Pinneberg | TuS Hoisdorf | SV Halstenbek-Rellingen | TSV Nord Harrislee | Itzehoer SV | Harburger TB 1865 | 1. FC Phönix Lübeck | Barsbütteler SV | VfR Neumünster | Holstein Kiel II | ASV Bergedorf 85 | Meiendorfer SV | SC Victoria Hamburg |
| ----------------------- | --- | ------------ | --------- | ------------- | ------------ | ----------------------- | ------------------ | ----------- | ----------------- | ------------------- | --------------- | -------------- | ---------------- | ---------------- | -------------- | ------------------- |
| Altona 93               |     | 2:3          | 0:5       | 3:1           | 1:1          | 3:0                     | 1:1                | 2:0         | 3:0               | 5:3                 | 4:1             | 3:1            | 6:0              | 3:0              | 3:0            | 1:0                 |
| TSV Pansdorf            | 2:0 |              | 1:0       | 3:2           | 3:0          | 1:0                     | 1:1                | 3:2         | 4:1               | 0:0                 | 2:1             | 5:0            | 1:3              | 2:0              | 2:1            | 1:0                 |
| Heider SV               | 1:0 | 1:1          |           | 5:2           | 3:1          | 3:1                     | 3:1                | 4:0         | 1:1               | 2:0                 | 1:1             | 3:3            | 7:2              | 3:2              | 3:0            | 3:0                 |
| VfL Pinneberg           | 2:1 | 1:0          | 3:2       |               | 3:3          | 3:0                     | 2:2                | 1:3         | 0:0               | 1:2                 | 1:1             | 1:0            | 8:1              | 3:2              | 2:0            | 4:0                 |
| TuS Hoisdorf            | 0:0 | 0:4          | 0:2       | 1:2           |              | 3:1                     | 2:0                | 2:2         | 3:2               | 0:0                 | 2:1             | 2:1            | 0:0              | 0:3              | 4:1            | 1:0                 |
| SV Halstenbek-Rellingen | 0:1 | 0:1          | 0:1       | 1:2           | 3:3          |                         | 2:0                | 3:1         | 0:4               | 0:2                 | 2:3             | 1:2            | 3:2              | 4:0              | 6:0            | 3:0                 |
| TSV Nord Harrislee      | 4:1 | 2:1          | 1:3       | 1:2           | 0:0          | 0:0                     |                    | 2:2         | 2:0               | 1:1                 | 5:2             | 0:0            | 1:1              | 2:0              | 1:3            | 3:1                 |
| Itzehoer SV             | 1:2 | 1:0          | 3:0       | 0:1           | 0:0          | 1:5                     | 3:0                |             | 2:1               | 0:0                 | 3:0             | 2:0            | 0:2              | 1:0              | 2:0            | 4:1                 |
| Harburger TB 1865       | 1:2 | 2:2          | 1:1       | 0:0           | 0:3          | 2:2                     | 0:0                | 2:1         |                   | 2:2                 | 0:2             | 1:0            | 1:0              | 4:1              | 0:0            | 3:1                 |
| 1. FC Phönix Lübeck     | 0:1 | 1:3          | 0:3       | 3:1           | 3:0          | 2:3                     | 0:3                | 2:1         | 1:1               |                     | 0:0             | 0:1            | 2:0              | 2:0              | 3:0            | 0:0                 |
| Barsbütteler SV         | 0:0 | 1:4          | 2:0       | 1:4           | 2:2          | 1:2                     | 3:0                | 3:1         | 1:1               | 3:3                 |                 | 2:3            | 1:0              | 1:3              | 1:1            | 1:1                 |
| VfR Neumünster          | 0:1 | 1:0          | 1:2       | 1:1           | 5:2          | 2:4                     | 0:2                | 1:1         | 1:0               | 4:1                 | 0:1             |                | 0:0              | 2:3              | 0:2            | 2:0                 |
| Holstein Kiel II        | 1:4 | 1:2          | 2:0       | 1:1           | 1:3          | 1:1                     | 1:0                | 1:3         | 4:3               | 2:0                 | 2:4             | 1:1            |                  | 1:0              | 2:0            | 0:1                 |
| ASV Bergedorf 85        | 0:1 | 2:1          | 1:1       | 2:1           | 0:0          | 0:2                     | 1:2                | 3:1         | 1:3               | 2:1                 | 3:1             | 0:1            | 5:0              |                  | 2:1            | 1:2                 |
| Meiendorfer SV          | 0:2 | 0:4          | 2:1       | 1:2           | 1:3          | 1:1                     | 1:2                | 1:3         | 0:1               | 2:2                 | 0:3             | 0:0            | 0:3              | 2:1              |                | 2:3                 |
| SC Victoria Hamburg     | 0:2 | 1:1          | 0:2       | 0:2           | 0:1          | 0:4                     | 2:2                | 2:1         | 0:1               | 1:3                 | 1:1             | 0:2            | 0:3              | 0:6              | 1:1            |                     |

### Aufstiegsspiele zur Oberliga
Der Vizemeister der Verbandsliga Schleswig-Holstein, der TuS Felde, und der Vizemeister der Verbandsliga Hamburg, Rasensport Elmshorn, spielten nach Saisonende in zwei Partien einen dritten Aufsteiger in die Staffel Hamburg/Schleswig-Holstein aus.
Nachdem Felde das Hinspiel im eigenen Stadion mit 1:0 gewonnen hatte, siegte Elmshorn im Rückspiel mit 3:0 und stieg in die Oberliga auf.
|           | Gesamt |                     | Hinspiel (5.6.) | Rückspiel (8.6.) |
| --------- | ------ | ------------------- | --------------- | ---------------- |
| TuS Felde | 1:3    | Rasensport Elmshorn | 1:0 (1:0)       | 0:3 (0:2)        |

## Aufstiegsspiele zur Regionalliga
Die Tabellenzweiten der Staffeln Niedersachsen/Bremen, Göttingen 05, und Hamburg/Schleswig-Holstein, TSV Pansdorf, spielten nach Beendigung der Saison in zwei Spielen den dritten Aufsteiger in die Regionalliga Nord aus. Das Hinspiel in Pansdorf endete mit einem 1:1, ehe die Göttinger das Rückspiel im eigenen Stadion klar mit 4:1 gewannen und sich den Regionalliga-Aufstieg sicherten.
|              | Gesamt |              | Hinspiel (1.6.) | Rückspiel (8.6.) |
| ------------ | ------ | ------------ | --------------- | ---------------- |
| TSV Pansdorf | 2:5    | Göttingen 05 | 1:1 (0:1)       | 1:4 (0:1)        |